# Ruth Beitia
Ruth Beitia Vila, née le 1er avril 1979 à Santander, est une athlète espagnole spécialiste du saut en hauteur, championne olympique en 2016 à 37 ans. Elle est également une personnalité politique, élue au Parlement de Cantabrie.
Considérée comme la meilleure athlète espagnole de tous les temps, hommes et femmes confondus, elle prend sa retraite sportive le 18 octobre 2017 après une carrière de 22 ans, qui a débuté lors des championnats d'Europe juniors 1995.

## Biographie
Ruth Beitia débute l'athlétisme à l'âge de 11 ans (1990) avec pour entraîneur Ramon Torralbo. C'est d'ailleurs avec celui-ci qu'elle réalise l'ensemble de sa carrière internationale.

### Carrière chez les jeunes (1996 - 2001)
En 1997, Ruth Beitia participe à sa première compétition internationale lors des Championnats d'Europe juniors de Ljubljana où elle termine 9e. Plus tôt dans la saison, elle avait porté son record à Séville à 1,85 m. L'année suivante, aux Championnats du monde juniors d'Annecy, elle termine 8e avec 1,80 m alors que le podium était à sa portée (médaille de bronze à 1,84 m alors qu'elle possède un record -national- à 1,89 m). 
En 1999, en Suède, elle prend une très décevante 11e place des Championnats d'Europe espoirs avec 1,82 m, loin derrière la Russe Svetlana Lapina, vainqueur avec 1,98 m. En revanche, deux ans plus tard, lors de ces mêmes championnats, elle remporte le titre avec 1,87 m. Plus tôt dans la saison, Beitia participait à la finale des Championnats du monde en salle où elle prenait la 7e place.
En 2002, Beitia prend la 11e place des Championnats d'Europe de Munich en Allemagne, le titre revenant à Kajsa Bergqvist. Début septembre, elle franchit 1,94 m et améliore le record d'Espagne détenu par Marta Mendía depuis 2000 avec 1,93 m.
Le 23 février 2003, elle remporte avec 1,96 m les Championnats d'Espagne en salle en établissant un nouveau record national et en devançant Marta Mendia à nouveau (1,90 m). Quelques semaines plus tard, le 16 mars, elle égale cette performance pour terminer 5e des mondiaux en salle de Birmingham.

### Barrière des2 mètres

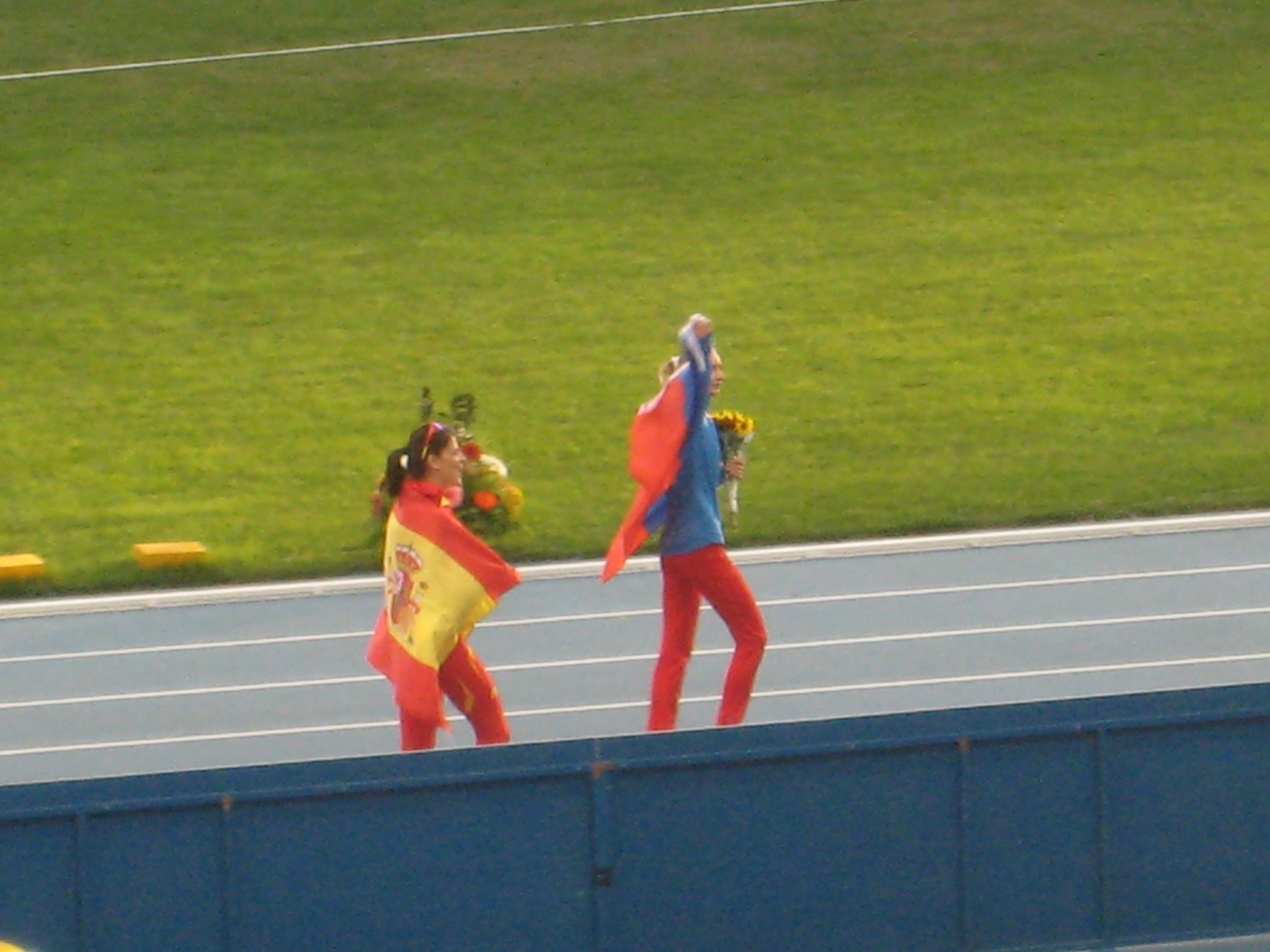
Ruth Beitia (gauche) en compagnie de Svetlana Shkolina, célébrant leurs médailles aux Championnats du monde 2013 à Moscou.

Lors de la saison estivale, Ruth Beitia prend la seconde place de la coupe d'Europe des nations à Florence en améliorant son record d'Espagne à nouveau (1,95 m). Tout juste un mois plus tard, elle remporte les championnats d'Espagne en franchissant pour la première fois de sa carrière la barre mythique des 2 mètres. 
Classée 9e au rang mondial de l'année, elle est parmi les candidates potentielles au podium des championnats du monde de Paris. Malheureusement, le scénario ne se déroule pas comme prévu : après avoir franchi 1,90 m à son 2d essai, Beitia échoue à 1,93 m par trois fois. Elle termine 11e et avant-dernière (ex aequo) avec la Russe Olga Kaliturina tandis que la Sud-Africaine Hestrie Cloete établit la meilleure performance de l'année avec 2,06 m.
Le 21 février 2004, Ruth Beitia efface pour la première fois les 2,00 m en salle. Une grosse désillusion survient deux semaines plus tard à l'occasion des championnats du monde de Budapest : 9e des qualifications, elle n'accède pas à la finale. Le 26 août, elle échoue également à entrer en finale des Jeux olympiques d'Athènes (1,89 m).

### Premières médailles chez les séniors (2005)
En mars 2005, Beitia participe aux Championnats d'Europe en salle à Madrid devant son public. Aidée par les supporters espagnols, elle franchit 1,99 m mais est battue par la Russe Anna Chicherova (2,01 m). Elle devient alors vice-championne d'Europe en salle et remporte sa 1re médaille internationale séniore.
La saison estivale est une déception pour Ruth Beitia : elle ne passe pas le cap des qualifications des Championnats du monde d'Helsinki (1,88 m) et ne réalise qu'1,89 m lors de la Finale mondiale de l'athlétisme à Monaco où elle se classe 7e. Malgré tout, elle s'impose aux Jeux méditerranéens (1,95 m) devant son public puis termine 2e DécaNation en France.
L'année suivante, elle décroche la médaille de bronze Championnats du monde en salle de Moscou avec un saut à 1,98 m, devancée par la Russe Yelena Slesarenko et la Croate Blanka Vlašić. Cependant, sa saison estivale reste mitigée malgré ses meilleures performances à 1,97 m. Elle termine notamment qu'à la 9e place du championnat d'Europe de Göteborg remporté par la Belge Tia Hellebaut (2,03 m, NR).

### Régulière aux places d'honneurs (2007 - 2010)

#### 2007: record d'Espagne
21 février 2004 : dernière fois que Ruth Beitia franchit la barre des deux mètres. Le 24 février 2007, soit trois ans et 3 jours plus tard, au Pirée (Grèce), Ruth Beitia bat ce record en franchissant 2,01 m. Cette performance est synonyme de record d'Espagne et permet de la classer parmi les favorites pour les Championnats d'Europe en salle. Malheureusement, elle subit un revers lors de cette finale : avec 1,96 m, elle échoue au pied du podium devancée aux essais par l'Italienne Antonietta Di Martino et la Bulgare Venelina Veneva-Mateeva tandis que Tia Hellebaut établit un nouveau record de Belgique avec 2,05 m. Seulement, Venelina Veneva-Mateeva est contrôlée positive lors d'un test antidopage et est déchue de sa médaille de bronze. Par conséquent, Ruth Beitia est reclassée 3e.
Durant la saison estivale, elle prend la 2e place de la Coupe d'Europe des nations avec 1,98 m. Qualifiée pour les Championnats du monde, elle participe aux Championnats d'Espagne de Saint-Sébastien. Et ici, après s'être assurée le titre à 1,95 m, elle établit un nouveau record national en réalisant 2,02 m dès son 1er essai. À Osaka, elle termine 6e de la finale avec 1,97 m.

#### 4eà Valence et à Pékin (2008),5eà Berlin (2009) et6eà Barcelone (2010)

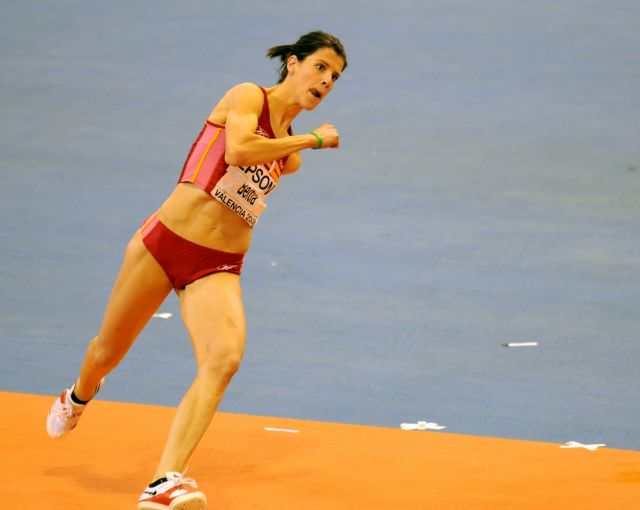
Ruth Beitia lors des Championnats du monde en salle 2008 où elle échoue au pied du podium avec 1.99 m.

En 2008, elle échoue dans son pays d'origine de glaner une nouvelle médaille lors des championnats du monde en salle : avec 1,99 m, elle termine au pied du podium dans un concours remporté par la Croate Blanka Vlašić (2,03 m), devant la Russe Yelena Slesarenko et l'Ukrainienne Vita Palamar (2,01 m). Ensuite, elle termine 2e du meeting de Madrid en franchissant 2,01 m, devancée une nouvelle fois par Vlašić. Aux Jeux olympiques de Pékin, elle se classe 7e (1,96 m) du concours.

En mars 2009, Beitia devient vice-championne d'Europe en salle pour la 2de fois après 2005 : elle est devancée pour le titre par la nouvelle pépite du saut en hauteur, l'Allemande Ariane Friedrich. Début juin, l'Espagnole participe à la 1re édition des Championnats d'Europe par équipes, compétition où les pays européens se rencontrent sous forme de ligues (les meilleurs en Super League, les moins bons en 3e) : à ce championnat, Beitia se classe 2e avec 2,00 m, de nouveau battue par Ariane Friedrich. 

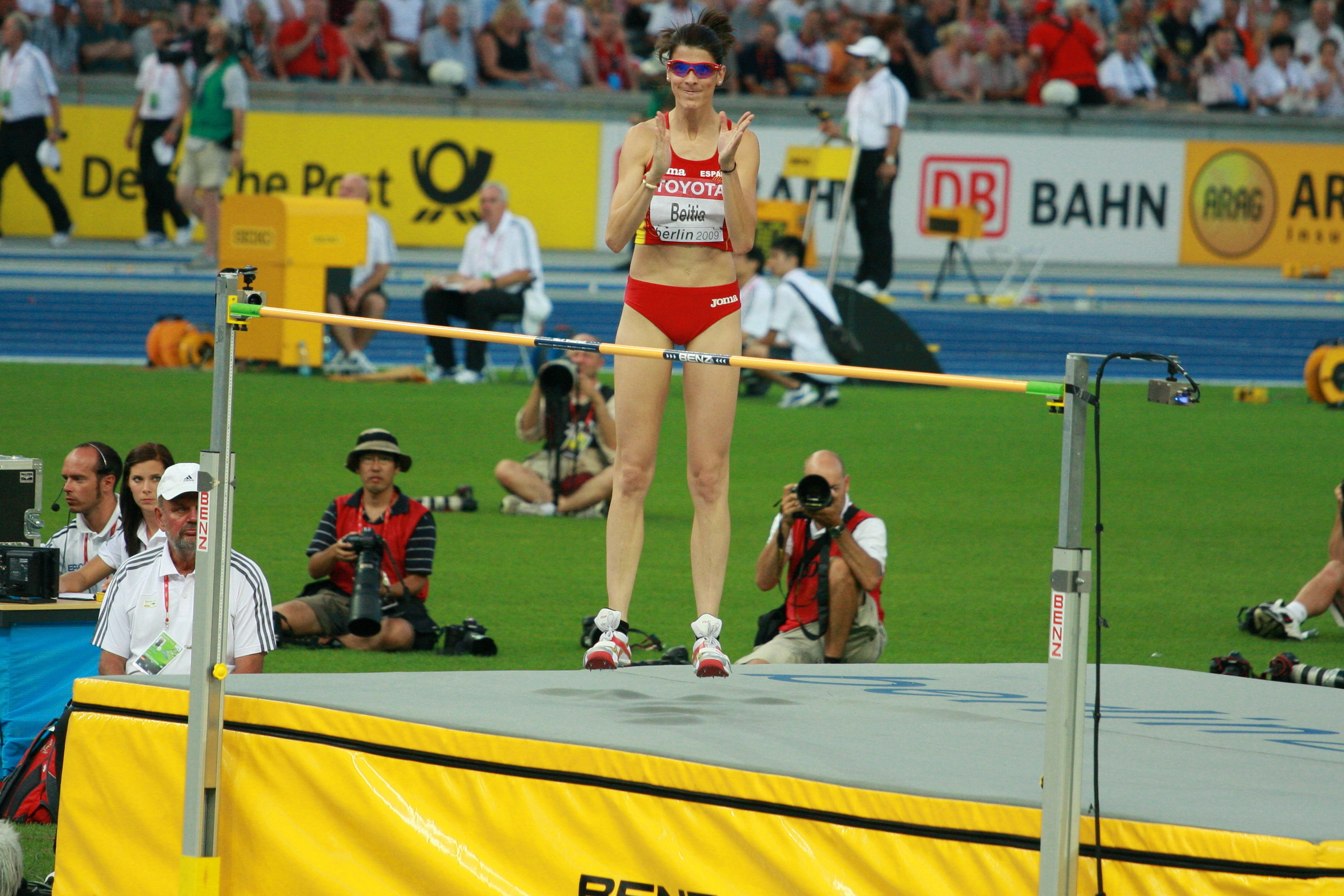
Ruth Beitia lors des Championnats du monde 2009 à Berlin où elle termine à la 5e place.

Aux Championnats du monde de Berlin, qui voit un duel entre Blanka Vlašić et Ariane Friedrich, Beitia prend la 5e place de la finale avec un bond à 1,99 m avant d'échouer par trois fois à 2,02 m. Le titre revient à la Croate qui s'impose avec 2,04 m devant Anna Chicherova pour l'argent (2,02 m) et Friedrich pour le bronze (2,02 m également).
En mars 2010, Ruth Beitia devient vice-championne du monde en salle à l'occasion des mondiaux en salle de Doha : elle est devancée par Blanka Vlašić de 2 cm. Malgré ses 2 m franchit lors des Championnats d'Espagne, l'Espagnole ne prend que la 6e place des Championnats d'Europe tenus dans son pays, avec 1,95 m. Le titre revient de nouveau à la Croate (2,03 m). 
En fin d'année, avec l'absence de l'Américaine Chaunté Lowe, Ruth Beitia parvient à monter sur la 3e du classement général de la 1re édition de la Ligue de diamant avec 3 points.

### Titre européen, bronze aux Jeux olympiques de Londres

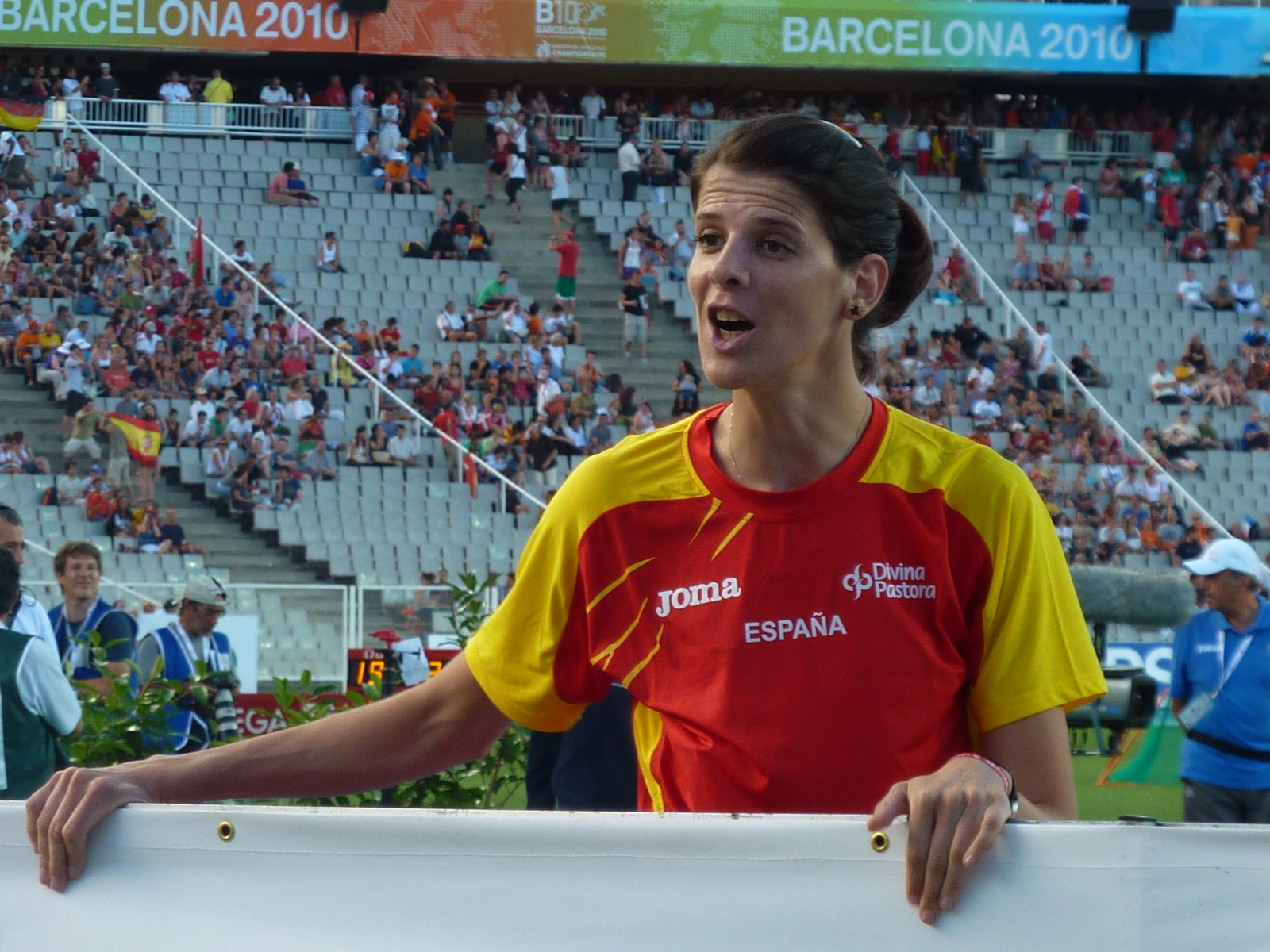
Ruth Beitia en 2010 aux Championnats d'Europe de Barcelone.

En 2011, elle est de nouveau vice-championne d'Europe en salle pour la 3e fois. Cette médaille représente son seul achèvement de la saison : aux Championnats du monde de Daegu, elle est éliminée dès les qualifications (1,92 m) et pense désormais à prendre sa retraite sportive. 
En mars 2012, elle se classe 6e des championnats du monde en salle d'Istanbul avec 1,95 m, sa meilleure marque de la saison. Déception grande, le podium se joue à cette même hauteur où 3 athlètes se partagent la médaille d'argent : Antonietta Di Martino, Anna Chicherova et Ebba Jungmark.
Le 28 juin suivant, Beitia remporte à ce stade de sa carrière le titre le plus important à son palmarès : à 33 ans, elle décroche le titre européen lors des Championnats d'Europe d'Helsinki où elle parvient à effacer une barre à 1,97 m, meilleure performance personnelle de la saison égalée. Elle devance sur le podium la Norvégienne Tonje Angelsen (1,97 m) et les médaillées de bronze ex-aecquo, la Suédoise Emma Green-Tregaro, la Russe Irina Gordeyeva et l'Ukrainienne Olena Holosha (1,92 m).
Deux semaines plus tard, elle se classe 3e du Meeting Areva de Paris avec 1,92 m et du London Grand Prix de Londres avec 1,94 m avant de remporter le 25 juillet un nouveau titre national avec une performance de 2,00 m.
Le 9 août, elle participe aux qualifications des Jeux olympiques de Londres, sa dernière compétition internationale de sa carrière. Elle réalise 1,93 m, mesure suffisante pour entrer en finale. Lors de la finale, le 11 août, elle échoue initialement au pied du podium avec 2,00 m (=SB) derrière Anna Chicherova (2,05 m), Brigetta Barrett (2,03 m) et Svetlana Shkolina (2,03 m). Elle remporte le bronze à la suite de la disqualification en 2019 de la Russe Svetlana Shkolina.
En fin de saison, après une décision prise plusieurs mois auparavant et à cette déception olympique, Ruth Beitia met un terme à sa carrière à l'âge de 33 ans. Elle se reconvertit désormais dans la carrière politique de sa ville Santander.

### Depuis 2013: dernier cycle olympique

#### 2013: championne d'Europe en salle, médaillée mondiale en plein air

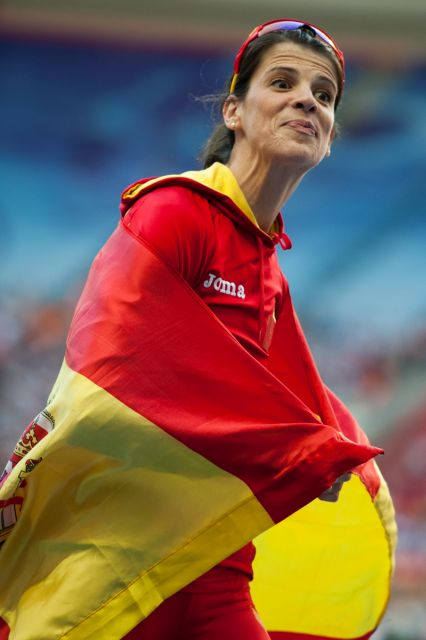
Ruth Beitia lors des championnats du monde 2013 de Moscou où elle décroche la médaille de bronze.

Revenant sur sa décision d'arrêt de carrière, Ruth Beitia continue les concours de saut en hauteur. 
Très régulière lors de sa saison en salle, Ruth Beitia remporte son premier titre individuel international en salle lors des championnats d'Europe en salle de Göteborg avec 1,99 m. Elle devance sur le podium les Suédoises Ebba Jungmark et Emma Green-Tregaro (1,96 m). Elle remporte ainsi son 1er titre continental en salle, après ses trois médailles d'argent obtenues en 2005, 2009 et 2011 et sa médaille de bronze en 2007.
Malgré une saison estivale en demi-teinte où elle parvient à ne sauter qu'1,95 m et à prendre la 4e place des Championnats d'Europe par équipes à Gateshead, Beitia participe aux championnats du monde de Moscou, en Russie et décroche en 1,97 m la médaille de bronze (sa première médaille mondiale en plein air) grâce à une série de sauts parfaite. Elle partage cette médaille avec Anna Chicherova et est devancée par les deux dauphines des Jeux olympiques de 2012, Svetlana Shkolina (2,03 m) et par Brigetta Barrett (2,00 m). Elle devrait finalement recevoir la médaille d'argent à la suite de la disqualification pour dopage de la Russe Svetlana Shkolina sur décision du TAS rendue le 2 février 2019.

#### 2014: championne d'Europe
En début de saison hivernale 2014, Ruth Beitia franchit la barre des 2,00 m lors des championnats d'Espagne. Figurant parmi les favorites aux Championnats du monde en salle de Sopot, elle remporte la médaille de bronze avec 2,00 m réalisé au 2e essai et est devancée par la Polonaise Kamila Lićwinko et la Russe Maria Kuchina, toutes deux médaillées d'or avec 2,00 m.
Sa saison estivale commence le 18 mai 2014 au Shanghai Golden Grand Prix en Chine avec une 3e place en 1,92 m.   
Deux semaines plus tard, elle se classe à nouveau 3e lors du Prefontaine Classic de Eugene aux États-Unis avec 1,99 m. Ruth Beitia participe ensuite aux Championnats d'Europe d'athlétisme par équipes 2014 à Brunswick (Basse-Saxe) en prenant la 3e place ex aequo avec Kamila Lićwinko (1,90 m), devancée par Mariya Kuchina et Oksana Okuneva. Elle prend début juillet la quatrième place du Meeting Areva de Paris avec 1,92 m.
Le 17 août, lors des championnats d'Europe à Zurich, en l'absence des favorites Anna Chicherova et Blanka Vlašić, Beitia conserve son titre européen remporté à Helsinki deux ans plus tôt, en franchissant 2,01 m à son 2d essai, égalant à cette occasion la meilleure performance mondiale de l'année. Elle devient ainsi à 35 ans la plus vieille championne d'Europe du saut en hauteur féminin et égale à cette occasion le record du monde vétéran (catégorie 35 ans) de l'Ukrainienne Inha Babakova. Elle devance sur le podium la Russe Mariya Kuchina (1,99 m) et la Croate Ana Šimić (1,99 m). 
En fin saison, Beitia termine à la 4e place de la ligue de diamant derrière Mariya Kuchina et les Croates Ana Šimić et Blanka Vlašić.

#### 2015:1reespagnolevainqueur de la Ligue de diamant
Avec une saison en deçà de sa forme, Ruth Beitia ne termine qu'à la 5e place des Championnats d'Europe en salle de Prague avec 1,94 m et ne conserve pas son titre acquis deux ans plus tôt à Göteborg.
Elle ouvre sa saison estivale en mai au meeting de Doha avec une performance relativement moyenne d'1,88 m. Participant le 4 juin au Golden Gala de Rome, elle remporte le concours en franchissant 2,00 m à son 3e essai, signant ainsi sa première victoire à l'âge de 36 ans en Ligue de diamant depuis leur création en 2010. Elle continue sur sa lancée en remportant également le meeting de New York avec 1,97 m, devançant une nouvelle fois Blanka Vlašić (1,97 m également) et ce en battant le record du meeting anciennement co-détenu par la Croate Blanka Vlašić et par la Suédoise Emma Green Tregaro avec 1,94 m.
Le 21 juin, elle participe sous l'Équipe d'Espagne aux Championnats d'Europe par équipes à Tcheboksary en Russie et termine à la 2e place en 1,97 m, empochant onze points pour l'Espagne. Elle est devancée par Mariya Kuchina qui remporte le concours avec 1,99 m et devance la Polonaise Kamila Lićwinko et la Suédoise Erika Kinsey toutes deux créditées d'1,97 m également. 
Elle confirme ensuite à Lausanne en prenant la 2e place du meeting avec 1,94 m, devancée par Anna Chicherova qui franchit 2,03 (meilleure performance mondiale de l'année) puis lors du Meeting Herculis de Monaco où elle termine à nouveau 2e, devancée cette fois par Mariya Kuchina (2,00 m) mais en étant ex æquo avec Anna Chicherova (1,97 m).
Elle remporte ensuite les Championnats d'Espagne à Castellón de la Plana en franchissant 1,98 m à son 2e essai, avant d'échouer dans sa tentative de record d'Espagne à 2,03 m. Elle se qualifie le 27 août pour la finale des Championnats du monde de Pékin avec 1,92 m. Elle prend en finale la 5e place du concours avec 1,99 m au 1er essai, échouant de peu à 2,01 m. En fin de saison, à Bruxelles où elle termine 3e du concours avec 1,93 m, Beitia remporte le classement général de la Ligue de diamant et devient la 1re athlète espagnole (hommes et femmes confondus) à remporter le trophée décerné aux vainqueurs du classement général.

### 2016: championne d'Europe et olympique

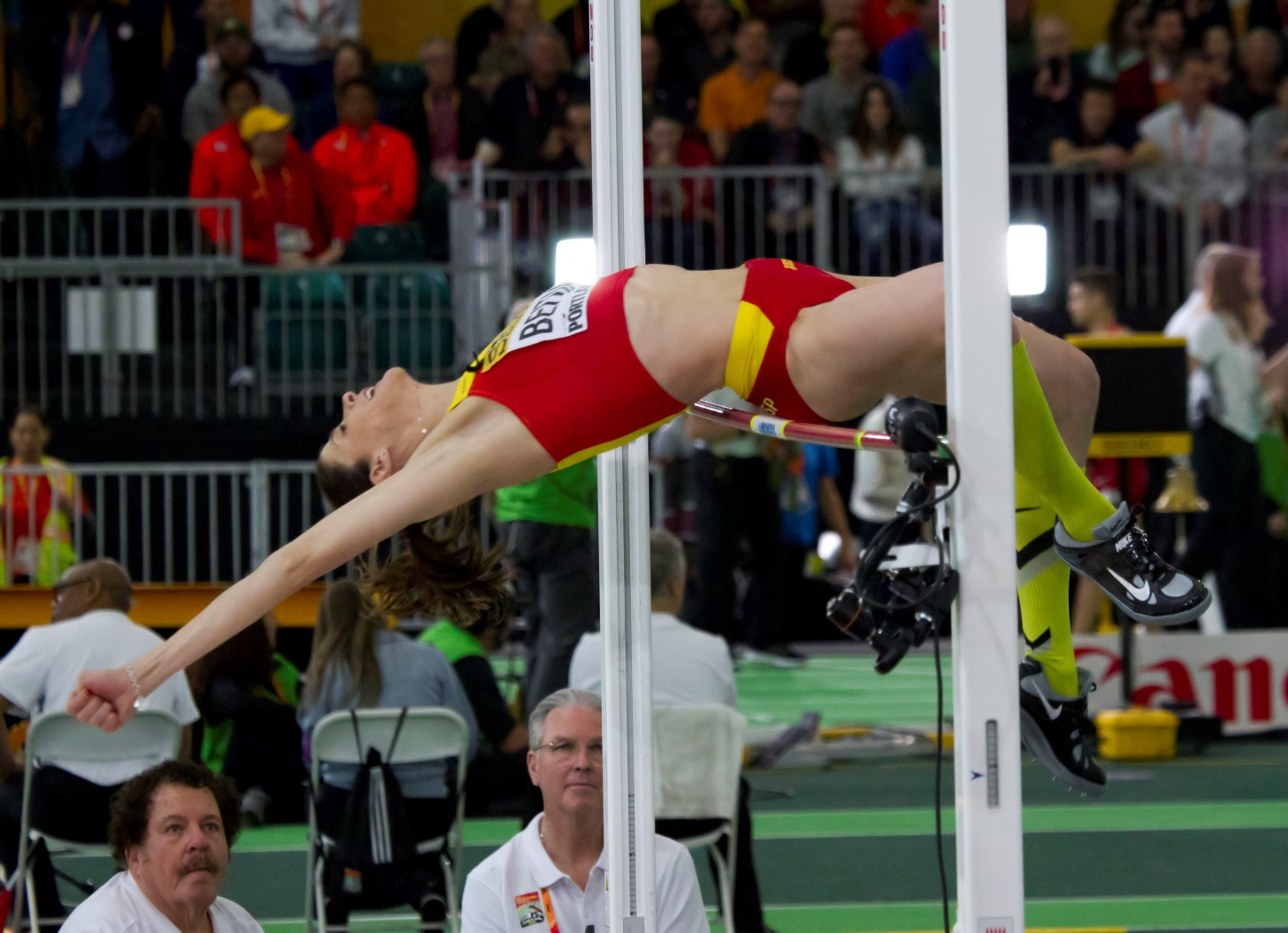
Ruth Beitia lors des championnats du monde en salle de Portland en mars 2016, où elle remporte la médaille d'argent.

L'Espagnole ouvre sa saison le 27 janvier lors du meeting de Cottbus : elle se classe 2e de l'épreuve avec 1,94 m, derrière la Lituanienne Airinė Palšytė. Elle confirme cette performance à Łódź où elle franchit à nouveau cette barre. Puis, elle remporte le meeting de Stockholm avec 1,95 m.

Le 26 février, au meeting de Madrid, Beitia est battue par l'Italienne Alessia Trost : Trost réalise 1,95 m tandis que Beitia franchit 1,93 m. Le 6 mars, elle remporte un énième titre national en améliorant la meilleure performance mondiale de l'année (1,97 m) de Airinė Palšytė et Kamila Lićwinko en franchissant 1,98 m. Le 20 mars 2016, Beitia devient vice-championne du monde lors des championnats du monde en salle de Portland avec 1,96 m, échouant de peu à 1,99 m. Elle loupe de peu son 1er titre mondial à presque 37 ans.

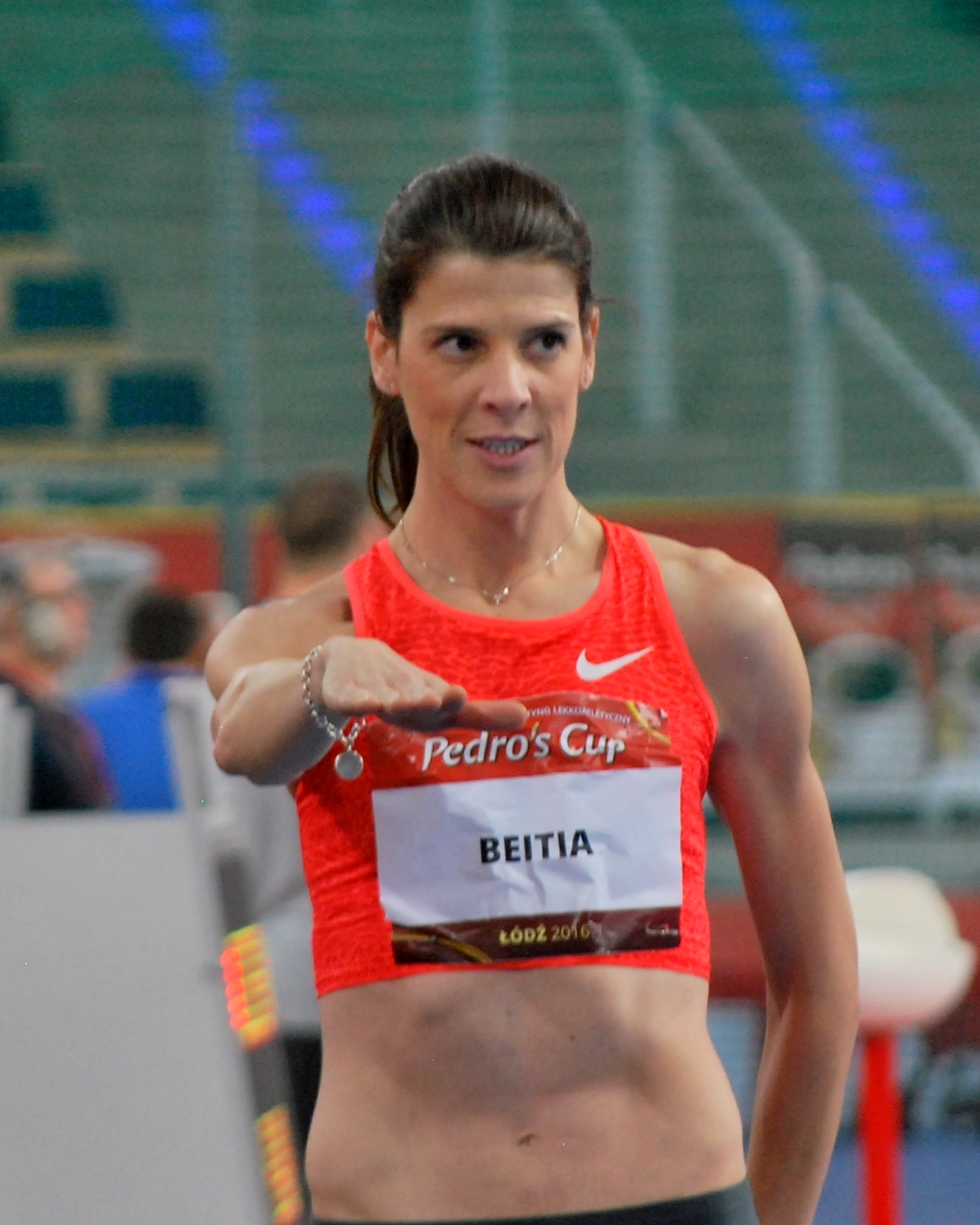
Ruth Beitia lors de la Pedro's Cup de Łódź en 2016.

Le 28 mai, elle se classe 6e du Prefontaine Classic de Eugene avec 1,92 m avant de s'imposer le 9 juin dans des conditions météorologiques très particulières aux Bislett Games d'Oslo avec 1,90 m, devant Tonje Angelsen et Sofie Skoog (1,85 m). Elle signe sa 2de victoire consécutive lors du Bauhaus-Galan de Stockholm avec 1,93 m avant d'égaler cette performance le 23 juin à Madrid pour s'imposer de nouveau.

#### Couronne européenne
Le 7 juillet, Ruth Beitia montre sa suprématie européenne en remportant son 3e titre européen consécutif à l'âge de 37 ans lors des Championnats d'Europe d'Amsterdam, avec un saut à 1,98 m. Elle devance sur le podium la Bulgare Mirela Demireva et la Lituanienne Airinė Palšytė, toutes deux médaillées d'argent (1,96 m). Elle devient par la même occasion la seule athlète à remporter trois titres européens à la hauteur, qui plus est consécutivement. Elle remporte peu après le Müller Anniversary Games de Londres avec 1,98 m devant Mirela Demireva et Katarina Johnson-Thompson puis remporte son 27e titre national (1,90 m).

#### Couronne olympique
Le 20 août, Ruth Beitia participe à la finale des Jeux olympiques de Rio de Janeiro, sa dernière compétition internationale avant sa retraite sportive. Lors de la compétition, elle franchit toutes ses barres aux 1ers essais jusqu'à 1,97 m, avant d'échouer par trois fois à 2,00 m, dont un essai de peu. Mais aucune autre concurrente n'est en mesure de faire mieux et Ruth Beitia, 37 ans, décroche le titre olympique de la discipline et devient la 1re athlète espagnole à remporter l'or.
Invaincue depuis les Bislett Games d'Oslo, la native de Santander continue sa chasse aux points en Ligue de diamant et s'aligne alors au Meeting de Paris où elle signe sa 8e victoire consécutive de l'année avec à nouveau cette barre d'1,98 m. Elle tente ensuite 2,02 m qu'elle rate de peu, barre qui aurait égalé son record d'Espagne établi en 2007 et le record du meeting de Blanka Vlašić, mais également une nouvelle meilleure performance mondiale de l'année (jusqu'ici détenue par Chaunté Lowe avec 2,01 m). Elle échoue lors de ses trois tentatives, dont la 1re de peu, et devance Levern Spencer (1,96 m) et Alessia Trost (1,93 m).
Avec cette superbe saison et ce titre olympique, Ruth Beitia décide finalement de continuer sa carrière pour au moins une année, dans le but de participer aux Championnats d'Europe en salle de Belgrade et aux Championnats du monde de Londres sans toutefois continuer jusqu'aux Jeux olympiques de 2020.
Le 15 octobre, elle est désignée meilleure athlète de l'année 2016 par l'Association européenne d'athlétisme (AEA).

### Vice-championne d'Europe en salle et retraite (2017)

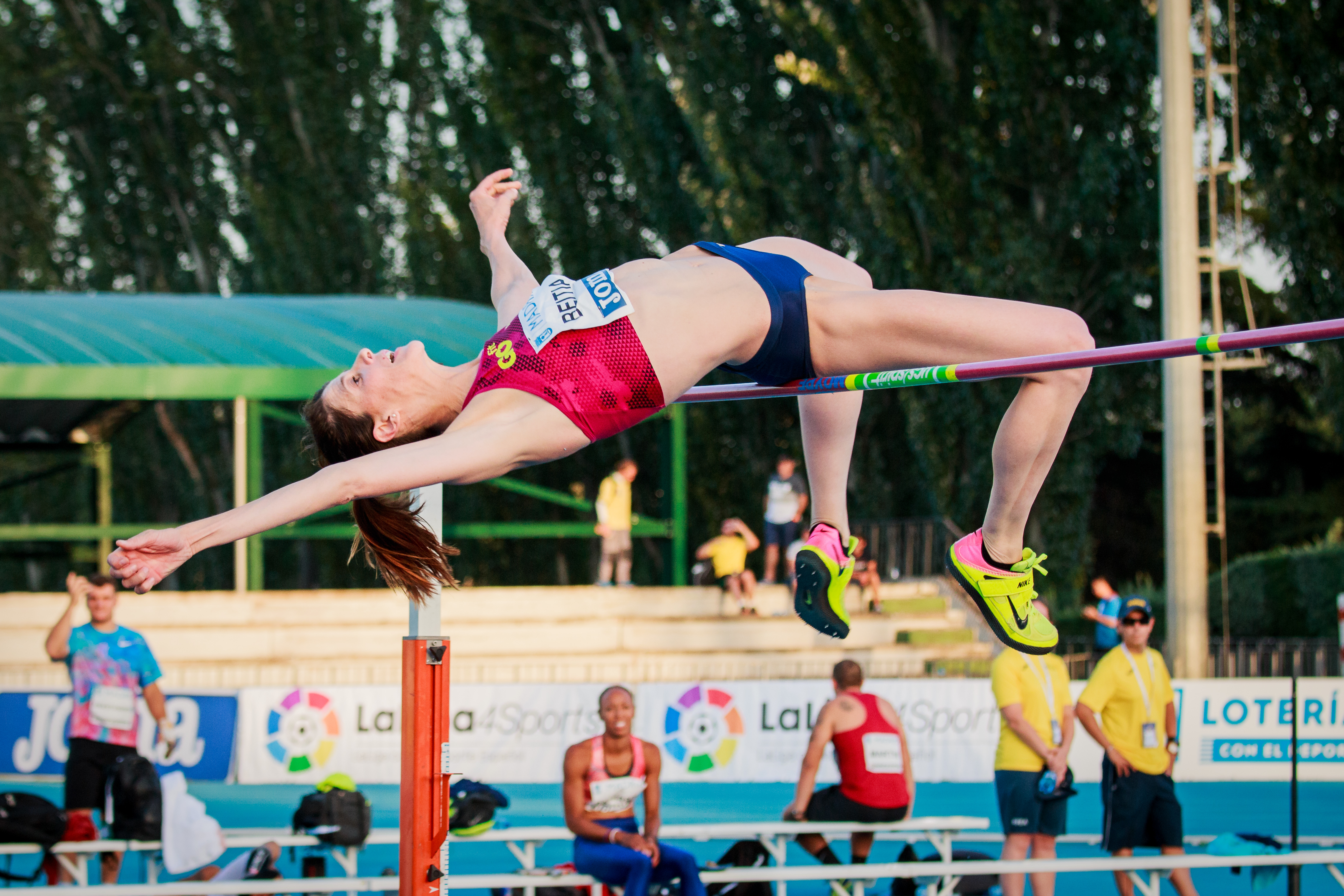
Meeting d'athlétisme de Madrid 2017.

Ruth Beitia ouvre sa saison hivernale 2017 le 14 janvier à Santander où elle franchit une barre à 1,95 m, avant d'échouer à 1,97 m. Elle améliore de 3 centimètres la meilleure performance mondiale de l'année officielle de Yuliya Levchenko (1,92 m) et d'un centimètre la MPMA officieuse réalisée par Mariya Kuchina (1,94 m). Onze jours plus tard, elle est battue à Cottbus par Airinė Palšytė, 1,95 m pour la Lituanienne contre 1,92 m pour Beitia. Elle est également battue le 8 février à Banská Bystrica par les Ukrainiennes Iryna Gerashchenko et Yuliya Levchenko, où elle franchit 1,89 m contre la même barre (Levchenko) et 1,93 m pour Gerashchenko.
Le 19 février, elle remporte à Salamanque son 16e titre national en salle (et consécutif), son 28e au total. Elle efface 1,96 m, sa meilleure performance de la saison puis échoue à 2,00 m. 5 jours plus tard, elle améliore de nouveau cette marque à Madrid avec 1,98 m avant de rater 2,01 m.
Le 4 mars, Beitia est battue par Airinė Palšytė en finale des Championnats d'Europe en salle de Belgrade. Avec 1,94 m, elle échoue à 1,96 m alors que la Lituanienne franchit 2,01 m.
Malgré un début de saison honorable (1,92 m à Eugene), l'Espagnole a des douleurs au psoas depuis le mois d'avril. En conséquence, elle ne franchit qu'1,80 m à Rome et 1,85 à Hengelo et annule sa participation à Oslo ainsi qu'aux Championnats d'Europe par équipes à Lille, auxquels elle a toujours participé. L'objectif est les mondiaux de Londres. Le 14 juillet, à Madrid, elle franchit 1,94 m.
Le 12 août, loin de sa forme, Ruth Beitia termine 12e et dernière des Championnats du monde de Londres avec 1,88 m. Elle décidera ensuite si elle poursuit ou non sa carrière. Elle se voit décerner le fair-play award des mondiaux, pour avoir réconforté Alessia Trost lors de son élimination en qualifications.

#### Retraite
Le 18 octobre 2017, elle réunit les journalistes pour une conférence de presse spéciale à son lieu d'entrainement, le complexe sportif de Santander : elle y annonce mettre terme à sa carrière sportive. Celle-ci ayant commencé en 1995, Ruth Beitia quitte les pistes avec 15 médailles internationales seniors, 28 titre nationaux et les records d'Espagne. Elle est saluée par l'ensemble du monde de l'athlétisme ainsi que dans toute l'Espagne. Sa longue carrière lui a permis de côtoyer une grande génération de stars de la discipline (à laquelle elle fait partie), notamment Kajsa Bergqvist, Yelena Slesarenko, Blanka Vlašić, Anna Chicherova, Antonietta Di Martino, Chaunté Lowe ou encore Mariya Lasitskene.

## Reconnaissance
Très connue dans son pays, Ruth Beitia est considérée comme la meilleure athlète espagnole de tous les temps, hommes et femmes confondus, de par son palmarès impressionnant (cinq fois médaillées mondiales, sept fois médaillées européennes dont deux titres), ainsi que de sa régularité (2,00 m de 2003 à 2015) et de ses titres nationaux (28 fois championne d'Espagne).
En hommage à sa carrière exceptionnelle, le complexe sportif de sa ville d'origine de Santander portera désormais son nom.

## Palmarès

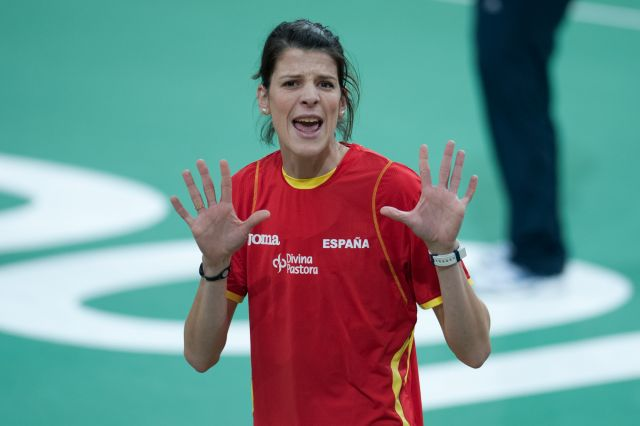
Ruth Beitia

| Année | Compétition                         | Lieu                               | Résultat | Hauteur |
| ----- | ----------------------------------- | ---------------------------------- | -------- | ------- |
| 1997  | Championnats d'Europe juniors       | Ljubljana                          | 9e       | 1,82 m  |
| 1998  | Championnats du monde juniors       | Annecy                             | 8e       | 1,80 m  |
| 1999  | Championnats d'Europe espoirs       | Göteborg                           | 11e      | 1,82 m  |
| 2000  | Championnats ibéro-américains       | Rio de Janeiro                     | 4e       | 1,81 m  |
| 2001  | Championnats du monde en salle      | Lisbonne                           | 7e       | 1,93 m  |
| 2001  | Championnats d'Europe espoirs       | Amsterdam                          | 1re      | 1,87 m  |
| 2001  | Jeux méditerranéens                 | Radès                              | 4e       | 1,83 m  |
| 2002  | Championnats d'Europe en salle      | Vienne                             | qual.    | 1,89 m  |
| 2002  | Championnats d'Europe               | Munich                             | 11e      | 1,85 m  |
| 2003  | Championnats du monde en salle      | Birmingham                         | 5e       | 1,96 m  |
| 2003  | Coupe d'Europe des nations          | Florence                           | 2e       | 1,95 m  |
| 2003  | Championnats du monde               | Paris                              | 11e      | 1,90 m  |
| 2004  | Coupe d'Europe des nations en salle | Leipzig                            | 3e       | 1,93 m  |
| 2004  | Championnats du monde en salle      | Budapest                           | qual.    | 1,93 m  |
| 2004  | Championnats ibéro-américains       | Huelva                             | 4e       | 1,88 m  |
| 2004  | Jeux olympiques                     | Athènes                            | qual.    | 1,89 m  |
| 2005  | Championnats d'Europe en salle      | Madrid                             | 2e       | 1,99 m  |
| 2005  | Jeux méditerranéens                 | Almería                            | 1re      | 1,95 m  |
| 2005  | Championnats du monde               | Helsinki                           | qual.    | 1,88 m  |
| 2005  | DécaNation                          | Paris                              | 2e       | 1,97 m  |
| 2006  | Championnats du monde en salle      | Moscou                             | 3e       | 1,98 m  |
| 2006  | Coupe d'Europe des nations          | Malaga                             | 2e       | 1,95 m  |
| 2006  | Championnats d'Europe               | Göteborg                           | 9e       | 1,92 m  |
| 2006  | Finale mondiale                     | Stuttgart                          | 6e       | 1,90 m  |
| 2007  | Championnats d'Europe en salle      | Birmingham                         | 3e       | 1,96 m  |
| 2007  | Coupe d'Europe des nations          | Munich                             | 2e       | 1,98 m  |
| 2007  | Championnats du monde               | Osaka                              | 6e       | 1,97 m  |
| 2007  | Finale mondiale                     | Stuttgart                          | 7e       | 1,94 m  |
| 2008  | Coupe d'Europe des nations en salle | Moscou                             | 2e       | 1,98 m  |
| 2008  | Championnats du monde en salle      | Valence                            | 4e       | 1,99 m  |
| 2008  | Jeux olympiques                     | Pékin                              | 4e       | 1,96 m  |
| 2008  | Finale mondiale                     | Stuttgart                          | 7e       | 1,94 m  |
| 2009  | Championnats d'Europe en salle      | Turin                              | 2e       | 1,99 m  |
| 2009  | Championnats d'Europe par équipes   | Leiria                             | 2e       | 2,00 m  |
| 2009  | Championnats du monde               | Berlin                             | 4e       | 1,99 m  |
| 2009  | Finale mondiale                     | Thessalonique                      | 6e       | 1,90 m  |
| 2010  | Championnats du monde en salle      | Doha                               | 2e       | 1,98 m  |
| 2010  | Championnats ibéro-américains       | San Fernando                       | 1re      | 1,89 m  |
| 2010  | Championnats d'Europe par équipes   | Bergen                             | 4e       | 1,95 m  |
| 2010  | Championnats d'Europe               | Barcelone                          | 6e       | 1,95 m  |
| 2010  | Ligue de diamant                    | Ligue de diamant                   | 3e       | détails |
| 2011  | Championnats d'Europe en salle      | Paris                              | 2e       | 1,96 m  |
| 2011  | Championnats d'Europe par équipes   | Stockholm                          | 3e       | 1,89 m  |
| 2011  | Championnats du monde               | Daegu                              | qual.    | 1,92 m  |
| 2012  | Championnats du monde en salle      | Istanbul                           | 6e       | 1,95 m  |
| 2012  | Championnats d'Europe               | Helsinki                           | 1re      | 1,97 m  |
| 2012  | Jeux olympiques                     | Londres                            | 3e       | 2,00 m  |
| 2013  | Championnats d'Europe en salle      | Göteborg                           | 1re      | 1,99 m  |
| 2013  | Championnats du monde               | Moscou                             | 2e       | 1,97 m  |
| 2014  | Championnats du monde en salle      | Sopot                              | 3e       | 2,00 m  |
| 2014  | Championnats d'Europe par équipes   | Brunswick                          | 3e       | 1,90 m  |
| 2014  | Championnats d'Europe               | Zurich                             | 1re      | 2,01 m  |
| 2014  | Ligue de diamant                    | Ligue de diamant                   | 4e       | détails |
| 2015  | Championnats d'Europe en salle      | Prague                             | 5e       | 1,94 m  |
| 2015  | Championnats d'Europe par équipes   | Tcheboksary                        | 2e       | 1,97 m  |
| 2015  | Championnats du monde               | Pékin                              | 5e       | 1,99 m  |
| 2015  | Ligue de diamant                    | Ligue de diamant                   | 1re      | détails |
| 2016  | Circuit mondial en salle de l'IAAF  | Circuit mondial en salle de l'IAAF | 3e       | détails |
| 2016  | Championnats du monde en salle      | Portland                           | 2e       | 1,96 m  |
| 2016  | Championnats d'Europe               | Amsterdam                          | 1re      | 1,98 m  |
| 2016  | Jeux olympiques                     | Rio de Janeiro                     | 1re      | 1,97 m  |
| 2016  | Ligue de diamant                    | Ligue de diamant                   | 1re      | détails |
| 2017  | Championnats d'Europe en salle      | Belgrade                           | 2e       | 1,94 m  |
| 2017  | Championnats du monde               | Londres                            | 12e      | 1,88 m  |

## Records
| Épreuve         | Épreuve   | Marque      | Lieu            | Date            |
| --------------- | --------- | ----------- | --------------- | --------------- |
| Saut en hauteur | Plein air | 2,02 m (NR) | Saint-Sébastien | 4 août 2007     |
| Saut en hauteur | En salle  | 2,01 m (NR) | Le Pirée        | 24 février 2007 |

### Meilleures performances de l'année
| Année | Marque | Date                                                 | Lieu                           | Rang |
| ----- | ------ | ---------------------------------------------------- | ------------------------------ | ---- |
| 1997  | 1,85 m | 29 mai 1997                                          | Séville                        | -    |
| 1998  | 1,89 m | 20 juin 1998                                         | Lisbonne                       | 60e  |
| 1999  | 1,83 m | 30 mai 1999 24 juillet 1999                          | Santander Séville              | -    |
| 2000  | 1,85 m | 24 juin 2000                                         | Valence                        | 105e |
| 2001  | 1,91 m | 30 juin 2001                                         | El Prat de Llobregat           | -    |
| 2002  | 1,94 m | 14 septembre 2002                                    | La Laguna                      | 18e  |
| 2003  | 2,00 m | 26 juillet 2003                                      | Avilés                         | 9e   |
| 2004  | 1,96 m | 30 mai 2004                                          | Moscou                         | 16e  |
| 2005  | 1,97 m | 3 septembre 2005                                     | Paris                          | 7e   |
| 2006  | 1,97 m | 18 août 2006 3 septembre 2006                        | Zurich Berlin                  | 7e   |
| 2007  | 2,02 m | 4 août 2007                                          | Saint-Sébastien                | 4e   |
| 2008  | 2,01 m | 5 juillet 2008                                       | Madrid                         | 6e   |
| 2009  | 2,01 m | 18 juillet 2009                                      | Saragosse                      | 5e   |
| 2010  | 2,00 m | 18 juillet 2010                                      | Avilés                         | 6e   |
| 2011  | 1,95 m | 25 juillet 2011                                      | Los Corrales de Buelna         | 11e  |
| 2012  | 2,00 m | 25 juillet 2012 11 août 2012                         | Santander Londres              | 6e   |
| 2013  | 1,99 m | 6 mars 2013                                          | Göteborg                       | 6e   |
| 2014  | 2,01 m | 17 août 2014                                         | Zurich                         | 1re  |
| 2015  | 2,00 m | 4 juin 2015                                          | Rome                           | 3e   |
| 2016  | 1,98 m | 6 mars 2016 7 juin 2016 22 juillet 2016 27 août 2016 | Madrid Amsterdam Londres Paris | 4e   |
| 2017  | 1,98 m | 24 février 2017                                      | Madrid                         | 7e   |

### Performances au-dessus de2m
Ruth Beitia a franchi 15 fois une hauteur notable de 2 m ou plus au cours de 15 concours différents. Sa première fois a été en 2003 à Avilés () et actuellement sa dernière fois le 4 juin 2015 à Rome () .
| Numéro | Hauteur | Lieu            | Date            | Place |
| ------ | ------- | --------------- | --------------- | ----- |
| 1      | 2,00 m  | Avilés          | 26 juillet 2003 | 1     |
| 2      | 2,00 m  | Valence         | 21 février 2004 | 1     |
| 3      | 2,00 m  | Leiria          | 21 juin 2009    | 2     |
| 4      | 2,00 m  | Santander       | 20 février 2010 | 1     |
| 5      | 2,00 m  | Avilés          | 18 juillet 2010 | 1     |
| 6      | 2,00 m  | Santander       | 25 juillet 2012 | 1     |
| 7      | 2,00 m  | Londres         | 11 août 2012    | 4     |
| 8      | 2,00 m  | Sabadell        | 22 février 2014 | 1     |
| 9      | 2,00 m  | Sopot           | 8 mars 2014     | 3     |
| 10     | 2,00 m  | Rome            | 4 juin 2015     | 1     |
| 11     | 2,01 m  | Le Pirée        | 24 février 2007 | 1     |
| 12     | 2,01 m  | Madrid          | 5 juillet 2008  | 2     |
| 13     | 2,01 m  | Saragosse       | 18 juillet 2009 | 1     |
| 14     | 2,01 m  | Zurich          | 17 août 2014    | 1     |
| 15     | 2,02 m  | Saint-Sébastien | 4 août 2007     | 1     |